# Каргин, Алексей Георгиевич
 Каргин, Алексей Георгиевич  (23 февраля 1924, Налитово, Симбирская губерния — 1992, Гомель) — Герой Социалистического Труда (1978).

## Биография
В годы Великой Отечественной войны воевал в составе 1135 стр. полка 339 стрелковой дивизии, освобождал Варшаву, Познань, был тяжело ранен в ногу при форсировании Одера.
После войны окончил Высшую партийную школу при ЦК КП Беларуси и работал заведующим орготдела Уваравичского РК КПБ Гомельской области. Затем — инструктор Гомельского обкома партии, заведующий сектором комсомольской и профсоюзной работы, помощник секретаря обкома. В 1954 году был избран вторым секретарём Гомельского райкома КПБ. С 1954 года работал в Гомельском облисполкоме, а в 1960 году его избирают первым секретарём Гомельского РК КПБ, был делегатом 22-го съезда КПСС.
В 1968 году заочно окончил Белорусскую сельскохозяйственную академию.
С 1966 по 1969 гг. — секретарь Гомельского обкома КПБ, затем работал главным государственным инспектором по закупке и качеству сельскохозяйственной продукции. В 1966 году присвоено звание Героя Социалистического Труда.
Умер в 1992 году.

## Награды
- Медаль «Серп и Молот»
- Орден Ленина
- Ордена Отечественной войны 1 и 2 степени
- Орден Красного Знамени
- Орден Красной Звезды
- Орден «Знак Почёта»